# Blair Township (Michigan)
Pour les articles homonymes, voir Blair Township.
Le Blair Township  est un township situé dans l’État américain du Michigan. Sa population est de 8 209 habitants en 2010.